# Jasper Liu
Jasper Liu, född 2 oktober 1994, är en amerikansk roddare.

## Karriär
Vid VM 2024 i St. Catharines tog Liu silver tillsammans med James McCullough, Casey Howshall och Ian Richardson i lättvikts-scullerfyra.